# じゃじゃ丸忍法帳
『じゃじゃ丸忍法帳』（じゃじゃまるにんぽうちょう）は、ジャレコが1989年3月28日に発売したファミリーコンピュータ用ロールプレイングゲームである。

## 概要
『忍者じゃじゃ丸くん』シリーズの3作目。全4章構成。最初は1章から3章までしかプレイできないが、どの章からでも始められる。一つの章をクリアすると、次の章に進むか中断するか選べる。次の章になるとレベルにアイテムに武器、防具がリセットされる。1章、2章、3章をクリアすると、最終章をプレイできる。最終章では最後にクリアした章の時のレベルや装備が引き継がれている。
プレイヤーはじゃじゃ丸とさくら姫の2人パーティを操作して、日本列島を旅する。じゃじゃ丸は攻撃術を使えるが術の力の量が低いため、多用できない。さくら姫は回復術を得意としており、術の力の量も高いが防御力は低い。
ゲームの進行状況はパスワードで記録する事が可能。各町にいるイタコからパスワードを聞く事ができる。

## ストーリー
なまず太夫を倒し、さくら姫を無事救出したじゃじゃ丸は後に修行の旅に出る。
そんなある日、じゃじゃ丸は久しぶりに城を訪れた時、殿から重大な事件の調査を依頼される。全国に妖怪たちが現れ、各地で大変な出来事が起こり始めているとの事。忍の里に古くから代々伝わる忍の書がからす天狗という妖怪に盗まれてしまったり、江戸の町が大入道により町の人々が妖怪にさせられてしまったり、竜神山に住む竜神様が人々が連れ去った上に雨も降らせず人々を苦しめていたり…。
じゃじゃ丸は殿の依頼を引き受け、この三つの事件に挑む。じゃじゃ丸を慕うさくら姫も付いて行き、二人の妖怪退治の旅が始まった。

## 登場キャラクター
じゃじゃ丸
シリーズの主人公。殿様に頼まれ、日本中で起きる事件を追うため、さくら姫と共に旅に出る。
さくら姫
シリーズのヒロイン。じゃじゃ丸と共に日本中を旅する。
殿様
さくら姫の父。じゃじゃ丸に日本中で起きている事件を調べるように頼む。
なまず太夫
本作では味方として登場する。潜水艦を操り、海上の移動を手助けしてくれる。
はっぽうさい
1章に登場。武芸の達人で、じゃじゃ丸達の力を試すため、「ちからのあかし」、「ちえのあかし」、「ゆうきのあかし」の3つの証を集めてくるように試練を出す。
くり丸
1章に登場。忍の里の忍者。忍の書を取り戻すため、１人旅に出る。
おゆう
1章に登場。忍の里のくノ一。くり丸を探している。
おゆき
1章に登場。『忍者じゃじゃ丸くん』、『じゃじゃ丸の大冒険』に登場した雪女。じゃじゃ丸たちに「ちえのあかし」を渡す。
宮本武蔵
2章に登場。ゲーム中の表記は「むさし」。大入道に挑むも、妖怪の姿にされてしまう。
水戸黄門
2章に登場。ゲーム中の表記は「こうもんさま」。大入道を倒すため「しゅのまんだら」を手に入れたが、それを敵の屋敷の中に落としてしまう。お供に「すけさん」と「かくさん」がいる。
竜神
3章に登場。黒竜という竜に水晶玉を奪われ、困っている。
さきち
3章に登場。「なるとのまち」の住人で、娘が「つどいのまち」に行ったきり帰ってこなくなる。

## スタッフ
- 企画：二条院翁
- 絵師：えいさく
- ソフト：かずひろ
- 音楽：ハーブ上條（岡村静良）
- ソフト協力：中華衿、斗野郎

## 他機種版
| No. | タイトル                    | 発売日         | 対応機種        | 開発元             | 発売元             | メディア                            | 型式 | 備考            | 出典        |
| --- | --------------------------- | -------------- | --------------- | ------------------ | ------------------ | ----------------------------------- | ---- | --------------- | ----------- |
| 1   | 忍者じゃじゃ丸 コレクション | 2019年12月12日 | Nintendo Switch | シティコネクション | シティコネクション | Switch専用ゲームカード ダウンロード | -    | 収録ソフトの1つ | [ 2 ] [ 3 ] |
| 2   | 忍者じゃじゃ丸 コレクション | 2021年5月20日  | PlayStation 4   | シティコネクション | シティコネクション | BD-ROM ダウンロード                 | -    | 収録ソフトの1つ | [ 4 ] [ 5 ] |

## 評価
ゲーム誌『ファミコン通信』の「クロスレビュー」では合計28点（満40点）、『ファミリーコンピュータMagazine』の読者投票による「ゲーム通信簿」での評価は以下の通りとなっており、19.84点（満30点）となっている。また、同雑誌1991年5月10日号特別付録の「ファミコンロムカセット オールカタログ」では、「RPGの初心者や『じゃじゃ丸』ファンに最適のゲームだ」と紹介されている。
| 項目 | キャラクタ | 音楽 | 操作性 | 熱中度 | お買得度 | オリジナリティ | 総合  |
| 得点 | 3.71       | 3.27 | 3.27   | 3.35   | 3.12     | 3.12           | 19.84 |